# Сідаредж (Колорадо)
Сідаредж (англ. Cedaredge) — місто (англ. town) в США, в окрузі Дельта штату Колорадо. Населення — 2279 осіб (2020).

## Географія
Сідаредж розташований за координатами 38°53′39″ пн. ш. 107°55′32″ зх. д. / 38.89417° пн. ш. 107.92556° зх. д. (38.894137, -107.925498).  За даними Бюро перепису населення США в 2010 році місто мало площу 5,07 км², уся площа — суходіл.

## Демографія
Згідно з переписом 2010 року, у місті мешкали 2253 особи в 1068 домогосподарствах у складі 673 родин. Густота населення становила 445 осіб/км².  Було 1180 помешкань (233/км²).
Расовий склад населення:
| - 94,4 % — білих - 0,8 % — корінних американців - 0,6 % — азіатів - 0,2 % — вихідців з тихоокеанських островів - 0,2 % — чорних або афроамериканців - 2,5 % — осіб інших рас |

До двох чи більше рас належало 1,4 %. Частка іспаномовних становила 7,4 % від усіх жителів.
За віковим діапазоном населення розподілялося таким чином: 19,6 % — особи молодші 18 років, 51,1 % — особи у віці 18—64 років, 29,3 % — особи у віці 65 років та старші. Медіана віку мешканця становила 51,3 року. На 100 осіб жіночої статі у місті припадало 89,2 чоловіків;  на 100 жінок у віці від 18 років та старших — 87,2 чоловіків також старших 18 років.
Середній дохід на одне домашнє господарство  становив 47 747 доларів США (медіана — 33 030), а середній дохід на одну сім'ю — 48 496 доларів (медіана — 36 576). Медіана доходів становила 29 722 долари для чоловіків та 26 971 долар для жінок. За межею бідності перебувало 28,1 % осіб, у тому числі 51,9 % дітей у віці до 18 років та 7,8 % осіб у віці 65 років та старших.
Цивільне працевлаштоване населення становило 719 осіб. Основні галузі зайнятості: освіта, охорона здоров'я та соціальна допомога — 21,3 %, роздрібна торгівля — 14,7 %, сільське господарство, лісництво, риболовля — 14,6 %.